# Anna Kemper
Anna Kemper (* in Dortmund) ist eine deutsche Journalistin.

## Werdegang
Kemper wuchs in Dortmund-Brünninghausen auf und studierte Kunstgeschichte, Politikwissenschaft und Zivilrecht in Bonn, Hamburg und Sevilla. Während des Studiums war sie Stipendiatin der Studienstiftung des Deutschen Volkes. Nach dem Abschluss der Deutschen Journalistenschule arbeitete sie vier Jahre lang beim Tagesspiegel. Seit 2010 gehört sie der Redaktion der Zeit an.
Kempers Reportage „Der Spieler“ über Diego Maradona wurde 2010 in die Short-List des Henri Nannen Preises in der Kategorie „Humor“ aufgenommen.
Kemper gehört der Jury des Deutschen Fußball-Kulturpreises an.

## Auszeichnungen
- Für das Interview „Ich stand vor ihr wie vor einem Richter“ mit der Tochter von Johanna Haarer[5]
  - Deutscher Reporterpreis 2019 in der Kategorie „bestes Interview“[6]
- Für den Beitrag „Ein Land in Flammen“ über die zahlreichen Angriffe Rechtsradikaler auf Flüchtlingsheime im Spätherbst 2015[7]
  - Deutscher Reporterpreis 2016 in der Kategorie „bester Datenjournalismus“[8]
- Für den Beitrag „Man ist dann sehr stark“[9]
  - Medienpreis der ELKB 2015[10]